# Manfred Nerlinger
Manfred Nerlinger (* 27. September 1960 in München) ist ein ehemaliger deutscher Gewichtheber, der heute als Trainer und Unternehmer tätig ist.

## Sportliche Karriere
Nerlinger begann 1973 mit dem Gewichtheben beim TSV Forstenried und wurde 1982 zur Weltmeisterschaft in Ljubljana erstmals international eingesetzt. Im Superschwergewicht über 110 kg belegte er mit einem Zweikampfergebnis von 370 kg (162,5 kg / 207,5 kg) den 9. Platz. Zur WM in Moskau ein Jahr später erlangte er mit 375,0 kg den 6. Platz.
Seine ersten Olympischen Spiele bestritt Nerlinger 1984 in Los Angeles. Aufgrund des Sowjetboykotts der Spiele waren die meisten Klassen eher schwach besetzt und Nerlinger gewann mit 397,5 kg hinter Dean Lukin mit 412,5 kg und Mario Martinez mit 410,0 kg seine erste olympische Bronzemedaille. Gleichzeitig bedeutete dies Bronze bei der WM, denn beide Veranstaltungen wurden hier ein letztes Mal kombiniert veranstaltet.
Bereits ein Jahr später zur WM in Södertälje 1985 konnte sich Nerlinger auf 422,5 kg (185,0 kg / 237,5 kg) steigern und belegte den dritten Platz hinter Krastew mit 437,5 kg und Alexander Gunjaschew mit 432,5 kg. Bei der WM 1986 in Sofia konnte er mit einem Zweikampfergebnis von 430,0 kg die Silbermedaille erneut hinter Krastew erringen.
1987 in Ostrava reichten seine nun erzielten 450,0 kg (195,0 kg / 255,0 kg) dann aufgrund der sehr starken Konkurrenz nicht für eine Zweikampfmedaille. Gewonnen hatte Kurlowitsch mit 472,5 kg, vor Taranenko mit 467,5 kg und Krastew mit 460,0 kg. Im Stoßen konnte Nerlinger jedoch Bronze gewinnen.
Zu den Olympischen Spielen 1988 trat Nerlinger als Medaillenfavorit an, vor allem nachdem der bulgarische Verband aufgrund des vorhergehenden Dopingskandals seinen Superschwergewichtler Krastew nicht mehr starten ließ. Nerlinger lag nach dem Reißen mit 190,0 kg, nachdem er zweimal an 195,0 kg gescheitert war, auf dem zweiten Platz hinter Kurlowitsch mit 212,5 kg. Im Stoßen sicherte er mit seinem Anfangsversuch von 240,0 kg die Silbermedaille und wartete dann ab. Kurlowitsch legte 250,0 kg und somit ein Zweikampfergebnis von 462,5 kg vor. Nerlinger versuchte sich daraufhin zweimal an 266,0 kg scheiterte das erste Mal jedoch am Ausstoß und das zweite Mal am Umsatz. Dritter wurde Martin Zawieja mit 415,0 kg.
Bei den Weltmeisterschaften 1989 in Athen hob Nerlinger insgesamt 420,0 kg (177,5 kg / 242,5 kg). Vor allem seine verhältnismäßig schwache Leistung im Reißen verhinderte einen Podiumsplatz im Zweikampf. Im Stoßen gewann er Silber. Erster wurde erneut Kurlowitsch.
1990 startete Nerlinger dann erstmals bei einer Europameisterschaft und hob hier seine absoluten Bestleistungen. Nach 197,5 kg im Reißen, was Bronze bedeutete, stieß er 257,5 kg und gewann somit mit einem Zweikampfergebnis von 455,0 kg Silber hinter Kurlowitsch mit 467,5 kg. Auch zur EM 1991 in Donaueschingen erreichte er mit 422,5 kg den zweiten Platz, diesmal hinter Taranenko mit 447,5 kg. Zur WM im selben Jahr reichte seine Leistung von 425,0 kg ein weiteres Mal für den zweiten Platz hinter Kurlowitsch mit 455,0 kg.
Seine dritten Olympischen Spiele 1992 in Barcelona bedeuteten auch seine dritte olympische Medaille. Mit 412,5 kg (180,0 kg / 232,5 kg) und nur zwei von sechs gültigen Versuchen erreichte er, aufgrund seines niedrigeren Körpergewichts gegenüber dem Viertplatzierten, den dritten Platz hinter Kurlowitsch mit 450,0 kg und Taranenko mit 425,0 kg.
Dafür erhielt er am 23. Juni 1993 das Silberne Lorbeerblatt.
Im darauffolgenden Jahr 1993 konnte Nerlinger mit 427,5 kg, vor Tschemerkin mit 425,0 kg, die Europameisterschaft für sich entscheiden. Bei der WM in Melbourne musste er sich jedoch Ronny Weller geschlagen geben, der nun das erste Mal im Superschwergewicht über 108 kg antrat. Weller erzielte 442,5 kg, Nerlinger 440,0 kg. Zusätzlich gewann er Silber im Reißen mit 192,5 kg, sowie Gold im Stoßen mit 247,5 kg, was nach der Umstrukturierung der Klassen nach 1992 einen neuen Weltrekord bedeutete.
1994 zur WM in Istanbul erreichte Nerlinger mit 425,0 kg lediglich den fünften Platz. Zur EM 1995 reichte sein Zweikampfergebnis von 417,5 kg jedoch wieder für die Silbermedaille hinter Tschemerkin mit 442,5 kg. Als zur WM in China allerdings das Teilnehmerfeld wieder stärker wurde, platzierte sich Nerlinger mit 427,5 kg auf dem vierten Platz. Sieger wurde erneut Tschemerkin vor Weller.
Seinen letzten internationalen Wettkampf bestritt Nerlinger bei den Olympischen Spielen 1996 in Atlanta. Mit seinem absolut höchsten Wettkampfgewicht von 164,42 kg erzielte er 422,5 kg, was bei der hohen Leistungsdichte dieser Gewichtsklasse für den sechsten Platz ausreichte.

## Sonstiges
- Nerlinger ist Kfz-Mechaniker, war 1980 bis 1999 bei der Bundeswehr und hat einen Diplomtrainerabschluss der Sporthochschule Köln.
- Von 2000 bis 2007 trainierte er den Nachwuchs im Bund Deutscher Gewichtheber.[4]
- 2004 wurde ihm der Bayerische Sportpreis in der Kategorie „Botschafter des bayerischen Sports“ verliehen.
- Darüber hinaus betreibt Nerlinger in München eine Firma, die Sportausrüstung im Bereich Gewichtheben und Kraftsport vertreibt.
- Nerlinger ist seit 1994 verheiratet und hat zwei Kinder.
- Im Laufe seiner Karriere stellte Nerlinger 37 deutsche Rekorde auf.

## Persönliche Bestleistungen
- Reißen: 197,5 kg bei der Europameisterschaft in Aalborg 1990 in der Klasse über 110 kg.
- Stoßen: 260,0 kg bei der 1988 Olympic Trials in der Klasse über 110 kg.[2][5]
- Zweikampf: 455,0 kg bei der Europameisterschaft in Aalborg 1990 in der Klasse über 110 kg.